# Ракетный удар по кафе в Краматорске
Ракетный удар по кафе в Краматорске был нанесён российскими войсками 27 июня 2023 года, в ходе вторжения России в Украину. По данным украинских властей, удар был нанесён двумя ракетами около 19:50 по местному времени. Одна из ракет ударила по кафе RIA Lounge Bar в центре Краматорска, где в тот момент находилось много посетителей. По официальным данным украинских властей, погибли 13 человек, 64 человека получили ранения.

## Ход событий
С осени 2015 года Краматорск — административный центр подконтрольной украинским властям части Донецкой области. В июне 2023 года город располагался примерно за 40 км от линии фронта.
Кафе RIA Lounge Bar было известной в городе пиццерией, располагавшейся в центре Краматорска. Её часто посещали иностранные журналисты и делегации.
По словам главы Донецкой области Павла Кириленко, в момент удара в кафе было «большое скопление людей». В результате удара здание пиццерии обвалилось, начался пожар. Ударом по кафе RIA Lounge Bar были повреждены и соседние жилые здания, кафе, магазины. По данным украинских властей, от атаки пострадали 18 многоэтажных и 65 частных домов, пять школ, два детских сада, торговый центр, отель. Среди погибших три несовершеннолетних девушки, в том числе две сестры 14 и 17 лет.

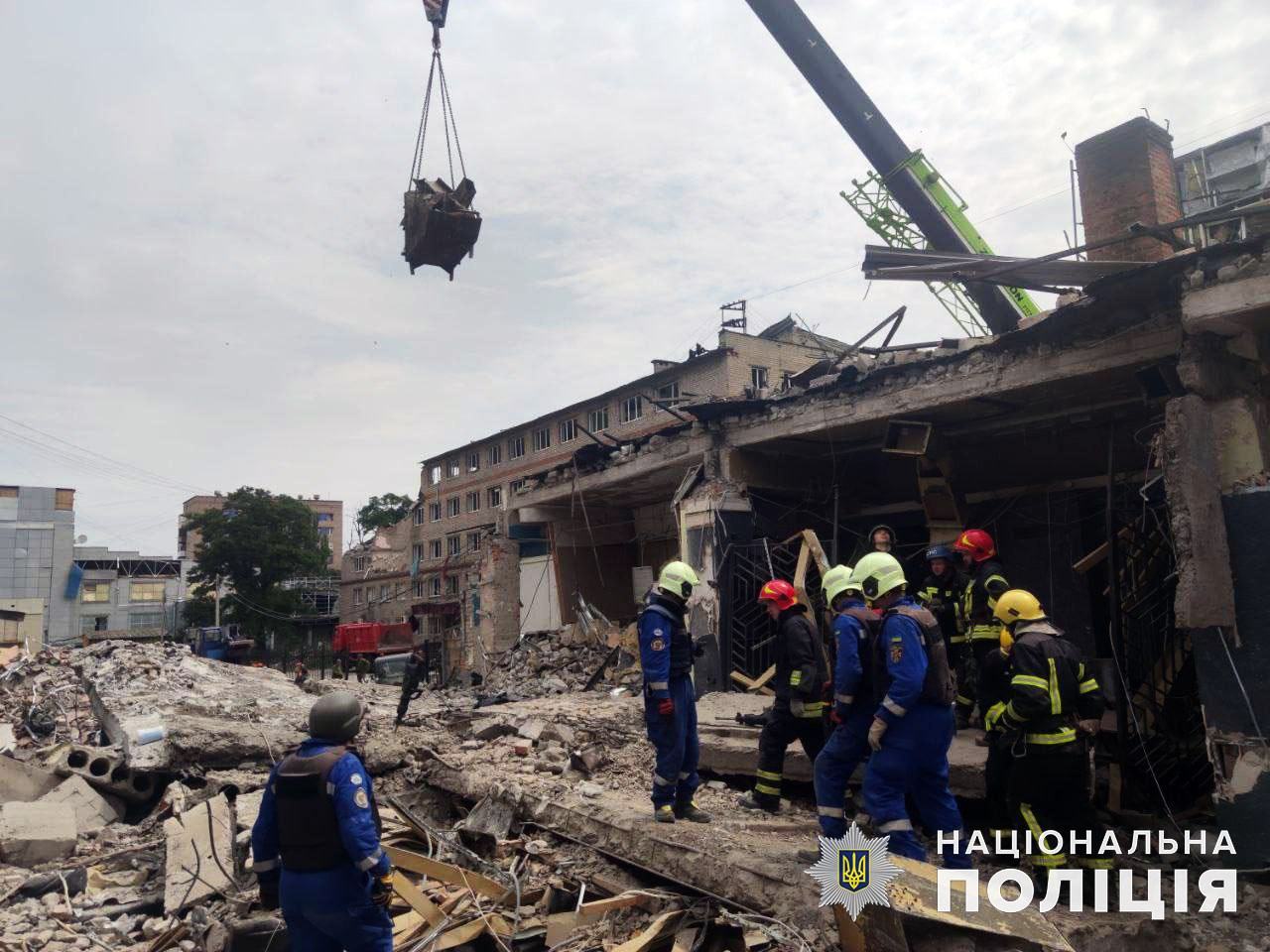
Разбор завалов

В результате атаки ранения получило трое граждан Колумбии, представлявшие инициативу «Держись Украина» (исп. Aquanta Ucraina — группа поддержки Украины в Латинской Америке): основатель организации, колумбийский депутат Серхио Харамильо, писатель Эктор Абад и журналистка Каталина Гомес. Их сопровождала канадско-украинская писательница Виктория Амелина, которая сама тяжело пострадала от обстрела и несколько дней спустя скончалась от ран.
Вторая ракета попала в район села Беленькое в пригороде Краматорска, где было разрушено несколько частных домов. Ранения здесь получили 5 человек.
Первоначально украинские власти сообщали, что для атаки россиянами использовались две ракеты С-300, но позднее генпрокурор Украины Андрей Костин заявил, что удары были нанесены двумя ракетами «Искандер».
После удара российские государственные СМИ и провоенные телеграм-каналы заявляли, что уничтоженное кафе часто посещали украинские военные и иностранные добровольцы, воюющие на стороне Украины. Прокремлёвское издание Readovka заявляло, что в момент удара в кафе якобы находились «иностранные наемники».
От удара погиб гражданин США Ян Фрэнк Торторичи, бывший морской пехотинец, воевавший на Украине в составе Интернационального легиона, вступивший в него добровольцем 15 месяцев назад.
По данным украинской организации Truth Hounds за обстрел несут ответственность военнослужащие 47-й ракетной бригады России и её командир, полковник Виталий Бобырь.

## Расследование
28 июня 2023 года СБУ заявила, что задержала «по горячим следам» наводчика, который, по словам украинских силовиков, скорректировал удар по кафе в Краматорске, действуя по заданию российской военной разведки. По данным следствия, агентом являлся житель Краматорска, работавший в городском газотранспортном предприятии.
В апреле 2024 года Офис генерального прокурора Украины сообщил, что житель Краматорска Владимир Синельников, наведший ракетный удар на пиццерию, приговорён к пожизненному лишению свободы с конфискацией имущества за государственную измену. По приговору суда, он в день удара, по просьбе «начальника отделения разведки командования внутренних войск МВД ДНР», сделал скрытую видеосъёмку пиццерии и отправил два видео своему куратору. После этого российская армия нанесла по пиццерии ракетный удар.

## Реакция
Украина
Президент Украины Владимир Зеленский назвал произошедшее «очередным террористическим актом». Он заявил, что Россия заслуживает только «поражение и трибунал, справедливые и законные суды против всех российских убийц и террористов».
Россия
Изначально российские СМИ обвинили в случившемся украинских военных, якобы сбивших российскую ракету, обломки которой и упали на ресторан. Позднее Минобороны РФ заявило, что российские силы поразили «пункт временной дислокации 56-й отдельной мотопехотной бригады ВСУ, когда там проходило совещание», при этом «убиты два украинских генерала, до 50 офицеров ВСУ и до 20 иностранных наемников и военных советников». Пресс-секретарь российского президента Дмитрий Песков, комментируя российский удар по пиццерии в Краматорске, заявил: «Россия не наносит ударов по гражданской инфраструктуре».
Колумбия
Президент Колумбии Густаво Петро осудил атаку на «трёх беззащитных колумбийцев», заявив что Россия «нарушила протоколы войны». В ответ российское посольство в Колумбии заявило, что Краматорск это «не лучшее место для дегустации украинской кухни», а саму поездку колумбийцев в Краматорск назвали «безрассудной».
Франция
Министерство иностранных дел Франции решительно осудило обстрел, отметив, что Россия снова намеренно целилась по гражданской инфраструктуре, вопиюще нарушив нормы международного гуманитарного права.

## Последствия
29 июня 2023 года в Краматорске прошли первые похороны погибших. В городе был объявлен траур.